# 倉光秀彰
倉光 秀彰（くらみつ ひであき、1958年 - ）は、日本の外交官。駐モントリオール総領事、駐コートジボワール兼トーゴ兼ニジェール特命全権大使を経て、駐モロッコ特命全権大使。
1958年福岡県北九州市生まれ。豊前市出身。福岡県立京都高等学校を経て、鹿児島大学法文学部法学科卒業後、1982年に外務省入省。外務省アジア大洋州局日韓経済室長、外務省大臣官房企画官／外務省沖縄事務所副所長、外務省欧州局政策課長兼アジア欧州協力室長を経て、2013年内閣官房内閣衛星情報センター管理部総務課長。2015年モントリオール総領事。2018年駐コートジボワール兼トーゴ兼ニジェール特命全権大使。2021年駐モロッコ特命全権大使。

## 同期
- 秋葉剛男（21年国家安全保障局長・18年外務事務次官）
- 伊藤伸彰（16年ウズベキスタン大使）
- 岡浩（21年エジプト大使・19年マレーシア大使・16-17年トルコ大使）
- 斎木尚子（17年外務省研修所長・15年国際法局長）
- 嶋崎郁（20年ヨルダン大使・17年チェコ大使）
- 能化正樹（21年駐スウェーデン大使・18年駐エジプト大使）
- 髙岡望（21年カメルーン大使）
- 髙瀨寧（21年ラトビア大使・17年メキシコ大使・14年中南米局長）
- 林肇（20年英国大使・19年内閣官房副長官補・17年ベルギー大使）
- 引原毅（19年ウィーン代表部大使・15年ラオス大使）
- 藤村和広（22年フィンランド大使・18年キューバ大使）
- 星山隆（22年ボツワナ大使）
- 柳秀直（20年ドイツ大使・17年ヨルダン大使）
- 新井辰夫（18年セネガル大使・15年ジブチ大使）
- 岩藤俊幸（17年ジンバブエ大使）
- 中山泰則（20年ギリシャ大使）
- 平木塲弘人（18年外務省研修所副所長）
- 山田淳（2021年カザフスタン大使・2018年アルメニア大使）
- 山本条太（21年オマーン大使・19年関西担当大使・16年フィンランド大使）
- 松田邦紀（2021年ウクライナ大使・2018年パキスタン大使）